# Metahyamus variedentatus
Metahyamus variedentatus is een hooiwagen uit de familie Assamiidae.